# Governatori generali della Finlandia
I  Governatori generali della Finlandia  dal 1623 al 1752 (periodo svedese) e dal 1808 al 1917 (periodo russo) furono i seguenti.

## Lista

### Governatori svedesi
- Nils Bielke (1623–31)
- Gabriel Oxenstierna (1631–34)
- Per Brahe (1637–40, 1648–54)
- Gustav Evertsson Horn (1657–58)
- Herman Fleming (1664–69)
- Henrik von Rehbinder (1672–80)
- Carl Nieroth (1710–12)
- Gustaf Fredrik von Rosen (13 febbraio 1747–1752)

### Governatori russi
- Conte Georg Magnus Sprengtporten (1º dicembre 1808 – 17 giugno 1809)
- Principe Michael Andreas Barclay de Tolly (17 giugno 1809 – 1º febbraio 1810)
- Conte Fabian Steinheil (1810–1813)
- Conte Gustaf Mauritz Armfelt (1813)
- Conte Fabian Steinheil (1814–1824)
- Conte Arseni Andreyevich Zakrevski (1824–1831)
- Principe Alexander Menshikov (1831–1855)
- Conte Friedrich Wilhelm Rembert von Berg (1855–1861)
- Barone Platon Ivanovich Rokassovski (1861–1866)
- Conte Nikolay Adlerberg (1866–1881)
- Conte Feodor Logginovič Heiden (1881–1898)
- Generale Nikolaj Ivanovič Bobrikov (29 agosto 1898 – 17 giugno 1904)
- Principe Ivan Mikhailovič Obolenskj (18 agosto 1904 – 18 novembre 1905)
- Nikolai Nikolajevič Gerhard (6 dicembre 1905 – 2 febbraio 1908)
- Vladimir Aleksandrovič Boeckmann (2 febbraio 1908 – 24 novembre 1909)
- Franz Albert Seyn (24 novembre 1909 – 16 marzo 1917)
- Mihail Aleksandrovich Stahovich (31 marzo 1917 – 17 settembre 1917)
- Nikolai Vissarionovich Nekrasov (17 settembre 1917 – 7 novembre 1917)